# Paul Foucher
Pour les articles homonymes, voir Paul Foucher (homonymie) et Foucher.
Ne pas confondre avec Paul Foucher (d), son fils, lui aussi romancier et journaliste.
Henry-Paul Foucher, né le 21 avril 1810 à Paris, et mort à Paris 9e le 24 janvier 1875, est un librettiste, dramaturge, romancier et journaliste français.
Paul Foucher reposait au cimetière du Montparnasse, dans la 7e division, où sa sépulture a été relevée. 

## Débuts
Foucher a commencé sa carrière comme employé dans les bureaux du ministère de la Guerre. Un jour qu’il rendait visite au poète Alexandre Soumet, celui-ci lui demanda s’il avait lu la pièce Amy Robsart de son beau-frère Victor Hugo. « Si vous ne l’avez pas lue, elle comporte quelques belles scènes. » Foucher demanda à Hugo s’il pouvait regarder la pièce, et ce dernier, qui voulait la brûler, la céda à Foucher en consentant à le laisser la réviser. Après en avoir rédigé les trois premiers actes à l’âge de dix-neuf ans, Hugo l’avait alors montrée à Soumet, qui ne l’avait pas aimée. Hugo avait alors consenti à le laisser la modifier et à la terminer. Foucher, qui était alors sous l’influence de l’énorme succès des pièces de Shakespeare récemment montées à Paris, révisa alors Amy Robsart, qui associait comédie et tragédie, et la produisit sous son propre nom en 1829. L’échec fut tel que Hugo « intervint pour revendiquer la part qu’il avait prise à la création de la pièce, en endossant la responsabilité de son échec,. » Toute cette affaire acquit néanmoins une certaine notoriété au jeune Foucher. La pièce ne fut jamais publiée, bien que Hugo en ait donné le manuscrit à Alexandre Dumas « qui l’eut longtemps en sa possession. »

## Le dramaturge
Foucher obtint bientôt un emploi comme journaliste et s’attela à la rédaction d’une nouvelle pièce, Yseul Raimbaud, qui fut d’abord été présentée au théâtre de l’Odéon, le 17 novembre 1830. Les « classiques », opposés au romantisme l’attaquèrent, « mais tous convinrent qu’elle ne manquait pas de talent et de vigueur. Dès lors, le succès de l’auteur fut assuré. »
Dès ses débuts, Foucher s’annonça comme un dramaturge inspiré et prolifique, produisant dans une succession rapide, des Saynètes (1832), La Misère dans l'Amour (1832) et Les Passions dans le Monde (1833). Comme devait l’écrire le New York Times : « Peu d’hommes de lettres ont été si actifs, ou fait un si bon usage de leur temps. » Sa pièce Don Sébastien de Portugal, d’abord produite au Théâtre de la Porte-Saint-Martin le 9 novembre 1838, inspira à Eugène Scribe le livret du grand opéra de Donizetti, Dom Sébastien, roi de Portugal (1843). Foucher a également fourni les librettos de plusieurs opéras et ballets, qui « ne furent pas toujours de grands succès », mais certains destinés à l’Opéra de Paris « révèlent une imagination vive et un sens des situations pittoresques chères au public de son temps. » On pense notamment au Vaisseau Fantôme de Dietsch en 1842, à Richard en Palestine d’Adam en 1844, au ballet-pantomime Paquita (en collaboration avec Mazilier, à qui on doit également la chorégraphie) de Deldevez en 1846 et au ballet-pantomime l’Étoile de Messine du comte Gabrielli en 1861. La plupart de ses œuvres dramatiques ont été écrites en collaboration avec des auteurs très connus, tels que D'Ennery, Goubaux, Arvers, Mazilier, Anicet-Bourgeois, Berthet, Desnoyers, Régnier, Bouchardy, Lavergne, Borri , Jarry, Herbin, Duport, Delaporte, Alboize, Jaime, etc.

## Le journaliste et auteur
En 1848, il commença à s’occuper de politique, devenant le correspondant parisien de l’Indépendance belge à Bruxelles à laquelle il fournissait un Courrier de Paris où il traitait d’une main exercée toutes les questions à l’ordre du jour, et dont le succès ne se démentit jamais jusqu’à la fin. Ses articles étaient « remarquables … pleins de vie et d’esprit, ainsi que pleins d’informations. » Il est également devenu un éminent critique de théâtre et de musique, d’abord pour l'Opinion nationale, où il faisait la Revue dramatique et lyrique du lundi, puis pour la France en 1865, et enfin pour La Presse. « C’était, après Jules Janin, le critique le plus respecté le plus craint. » Nombre de ses commentaires ont été recueillis et publiés en 1867 dans un tome intitulé Entre cour et jardin : études et souvenirs du théâtre. En 1873, il publia un recueil de croquis de dramaturges célèbres dans les Coulisses du dépassé et l’ouvrage les Sièges héroïques, qui relate les histoires de sièges célèbres depuis celui d’Orléans par Jeanne d’Arc en 1429 jusqu’à celui de Strasbourg en 1870.

## Le romancier
Foucher a publié en feuilleton, dans la France et l'Opinion nationale, deux romans, qui furent ensuite publiés sous forme de livre : le Guetteur de Cordouan (1853) et La Vie de plaisir (1860).

## Traits de personnalité

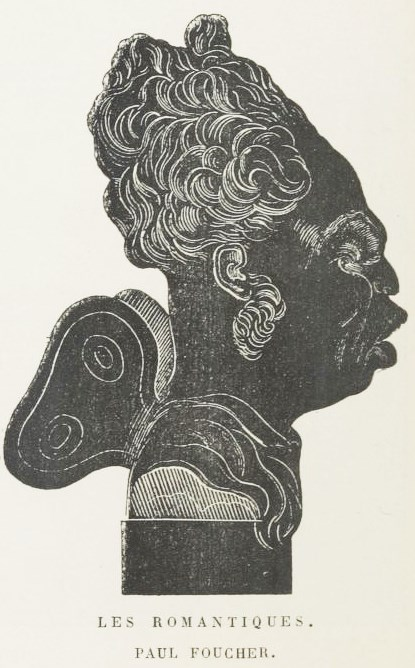
Caricature de Paul Foucher

Foucher possédait plusieurs traits personnels distinctifs. Il était si myope qu’à Paris, on disait : « Myope comme Paul Foucher ». Il écrivait si mal que les journaux auxquels il collaborait devaient employer un copiste dont l’unique travail consistait à « traduire Foucher ». Il était notoirement distrait. Une fois qu’il avait assisté à un bal donné par l’ambassadeur de Turquie, Ve’ly Pacha (le fils d’Ali Pacha), quand vint le moment de partir, il fouilla ses poches, mais ne put trouver son numéro de vestiaire. L’agent de vestiaire étant incapable de lui venir en aide, au fur et à mesure que la soirée avançait, Foucher sollicita en vain l’aide de trois invités, chacun plus décoré et de plus haut rang que le précédent. Enfin, le gardien lui dit : « Vous êtes un vrai cauchemar ordinaire, vous feriez mieux de vous asseoir et d’attendre ». À l’aube, Foucher, toujours sans son manteau, finit par se décider à rentrer chez lui, où il découvrit son manteau qu’il avait oublié. Il circulait beaucoup de ces histoires à Paris sur Foucher « qui les prenait toutes aimablement et gentiment. »
Il fut nommé chevalier de la Légion d’honneur le 29 avril 1847. Il mourut en quelques heures, après avoir été pris subitement, un dimanche après-midi, alors qu’il venait de corriger les épreuves de la Presse, de vives douleurs à l'estomac causées par une hernie étranglée. Lors de son enterrement au cimetière du Montparnasse, Victor Hugo suivit son corbillard à pied, jusqu’à ce que les acclamations de la foule du Quartier latin finissent par le forcer à chercher retraite dans l’une des voitures du cortège funèbre. Selon Le New York Times, le « travail incessant » de Foucher lui permit de « laisser sa famille dans l’aisance. »

## Principales œuvres

### Théâtre
- Caravage, 1834
- Jeanne de Naples, 1837
- Don Sébastien de Portugal, tragédie, Théâtre de la Porte-Saint-Martin, 9 novembre 1839
- Les Chevaux du carrousel, 1839
- Le Pacte de famine d'Élie Berthet et Paul Foucher, Théâtre de la Porte-Saint-Martin, 17 juin 1839
- Bianca Contadini, 1840
- La Guerre de l’indépendance en Amérique, 1840
- La Voisin, 1842
- Redgauntlet, en collaboration avec Jules-Édouard Alboize de Pujol, 1843, d'après le roman éponyme de Walter Scott
- Les Deux Perles, 1844
- Les Étouffeurs de Londres, 1847
- L’Héritier du czar, 1849
- Notre-Dame de Paris, 1850
- Mademoiselle Aïssé, 1854
- La Bonne Aventure, 1854
- La Joconde, 1855
- Les Rôdeurs du Pont-Neuf, 1858
- L’Amiral de l’escadre bleue, 1858
- L’Institutrice, 1861
- Delphine Gerbet, 1862
- Le Carnaval de Naples, 1864
- La Bande noire, 1866, etc.

### Œuvres lyriques et ballets-pantomimes
- Le Vaisseau fantôme, musique de Dietsch, 9 novembre 1842 ;
- Richard en Palestine, musique d’Adam, 7 octobre 1844 ;
- Paquita, musique de Deldevez, 1er avril 1846 ;
- L’Opéra au camp, musique de Varney, 1854 ;
- L’Étoile de Messine, musique de Gabrielli, 20 novembre 1861, etc.

### Nouvelles et ses romans-feuilletons
- Le Guetteur de Cordouan, 1854 (3 vol.) ;
- La Vie de plaisir, 1860 ;
- Entre cour et jardin ;
- Les Coulisses du passé ;
- Les Sièges héroïques.